# Strzelanina w szkole w Suzano
Strzelanina w szkole w Suzano – strzelanina, do której doszło 13 marca 2019 w szkole podstawowej w miejscowości Suzano w stanie São Paulo w Brazylii. W strzelaninie zginęło 10 osób, a 11 zostało rannych.

## Przebieg
Sprawcy, 17-letni Guilherme Taucci Monteiro i 25-letni Luiz Henrique de Castro, przyjechali pod szkołę białym wynajętym Chevroletem Onix ok. godz. 9:40 rano, kiedy w szkole trwała przerwa między lekcjami. Napastnicy byli uzbrojeni w rewolwery, młotki i kusze, mieli też koktajle Mołotowa i inne materiały wybuchowe, które znaleziono w ich samochodzie. Pierwszy do szkoły wszedł Monteiro, który po wejściu zaatakował stojących w głównym holu szkoły uczniów i personel, zabijając nauczycielkę i pracownicę szkoły. Następnie Monteiro pobiegł za spanikowanym tłumem uczniów i pracowników szkoły kontynuując strzelanie. Chwilę później do szkoły wszedł jego wspólnik Luiz Henrique de Castro, który zaczął uderzać młotkiem zwłoki martwych pracownic szkoły zabitych przez Monteiro chcąc sprawdzić czy na pewno nie żyją, po czym dołączył do swojego kompana i razem z nim zaczął strzelać do uczniów na korytarzach szkolnych. Początek strzelaniny został nagrany przez kamery znajdujące się w głównym holu szkolnym. Kiedy pod szkołę przyjechała policja, Monteiro strzelił do swojego wspólnika, zabijając go, po czym popełnił samobójstwo strzelając sobie w głowę. Policja później przekazała, że sprawcy przed dokonaniem masakry w szkole zastrzelili wujka Monteiro w prowadzonym przez niego salonie samochodowym znajdującym się niedaleko szkoły. W masakrze zginęło łącznie 10 osób, a 11 zostało rannych.

## Ofiary strzelaniny[2]
- Caio Oliveira (15 lat)
- Claiton Antônio Ribeiro (17 lat)
- Douglas Murilo Celestino (16 lat)
- Kaio Lucas da Costa Limeira (15 lat)
- Samuel Melquíades Silva de Oliveira (16 lat)
- Marilena Ferreira Vieria Umezu (59 lat)
- Eliana Regina de Oliveira Xavier (38 lat)
- Jorge Antônio Moraes (51 lat)
- Guilherme Taucci Monteiro (17 lat)
- Luiz Henrique de Castro (25 lat)

## Sprawcy
Sprawcami strzelaniny byli 17-letni Guilherme Taucci Monteiro i 25-letni Luiz Henrique de Castro. Napastnicy byli dawnymi uczniami szkoły w której dokonali ataku i bliskimi przyjaciółmi od dzieciństwa mimo znacznej różnicy wieku. Według doniesień obaj byli prześladowani i szantażowani przez swoich rówieśników gdy uczęszczali do szkoły. Mordercy przygotowywali się do ataku ponad rok, inspirując się masakrą w Columbine High School w Kolorado z 20 kwietnia 1999 roku. Sprawcy pisali na jednym z internetowych skrajnie prawicowych forów obrazkowych (tzw. imageboard’ach) o swoich planach, a także chcieli na nim zwerbować więcej osób do przeprowadzenia masakry. Monteiro przed atakiem zamieścił na swoim koncie na portalu społecznościowym Facebook zdjęcia z rewolwerem oraz w agresywnych pozach z założoną na dolną część twarzy maską z trupimi zębami, która jest powszechnie kojarzona z ruchami neonazistowskimi. Sprawcy, według doniesień, lubili grać w brutalne gry komputerowe i oglądali filmy o strzelaninach szkolnych.

## Galeria

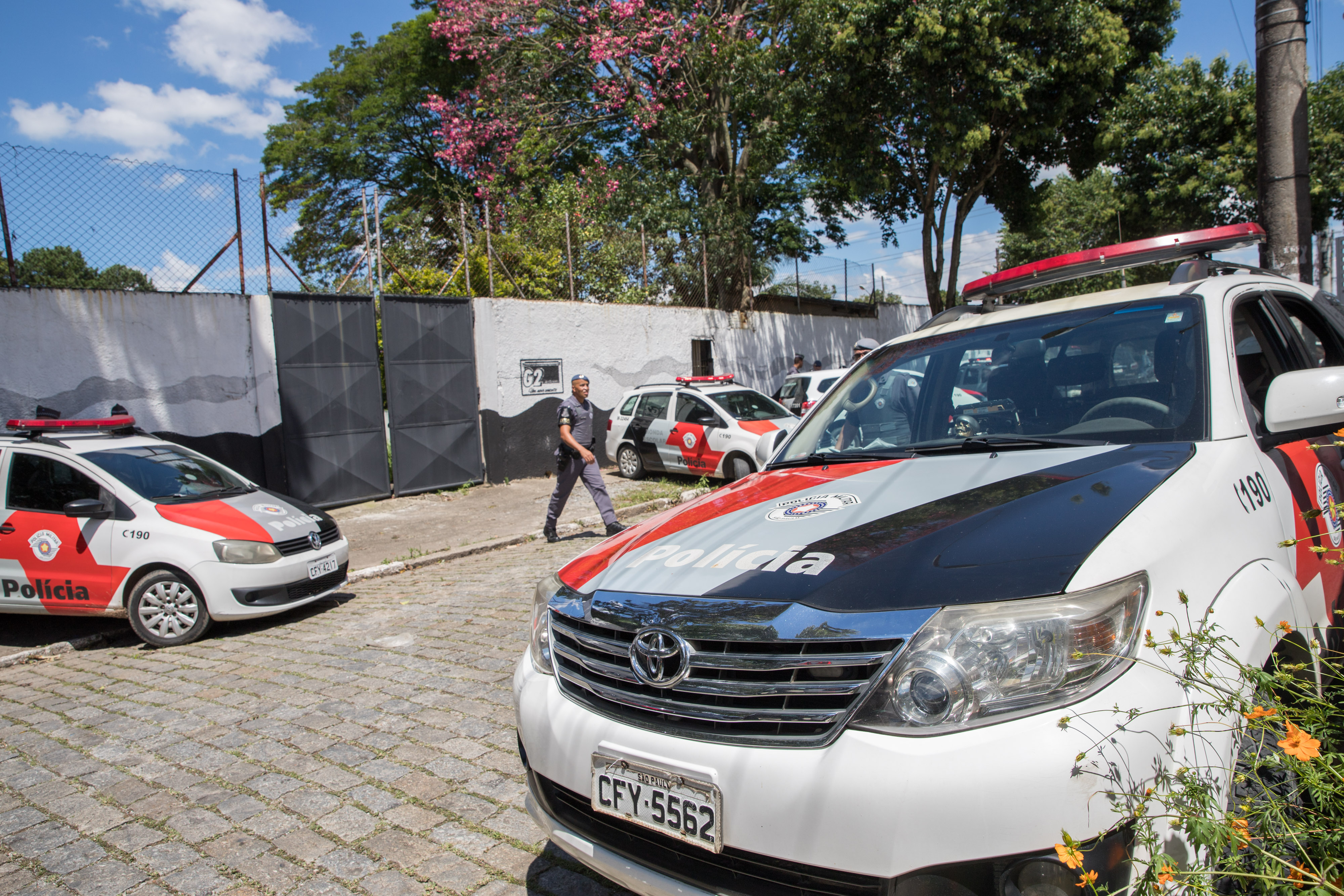
Radiowozy policji przed szkołą
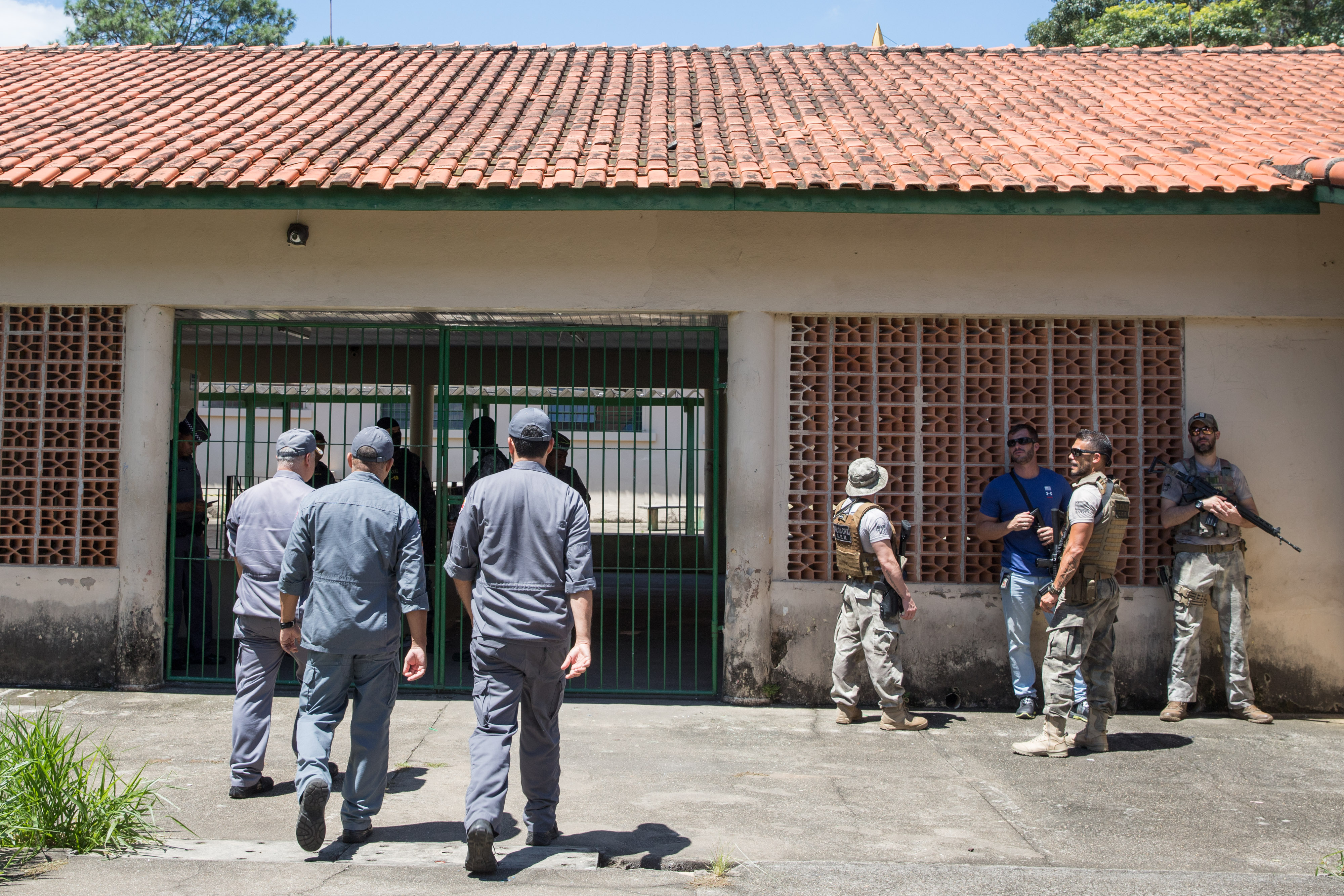
Policjanci przy wejściu do szkoły
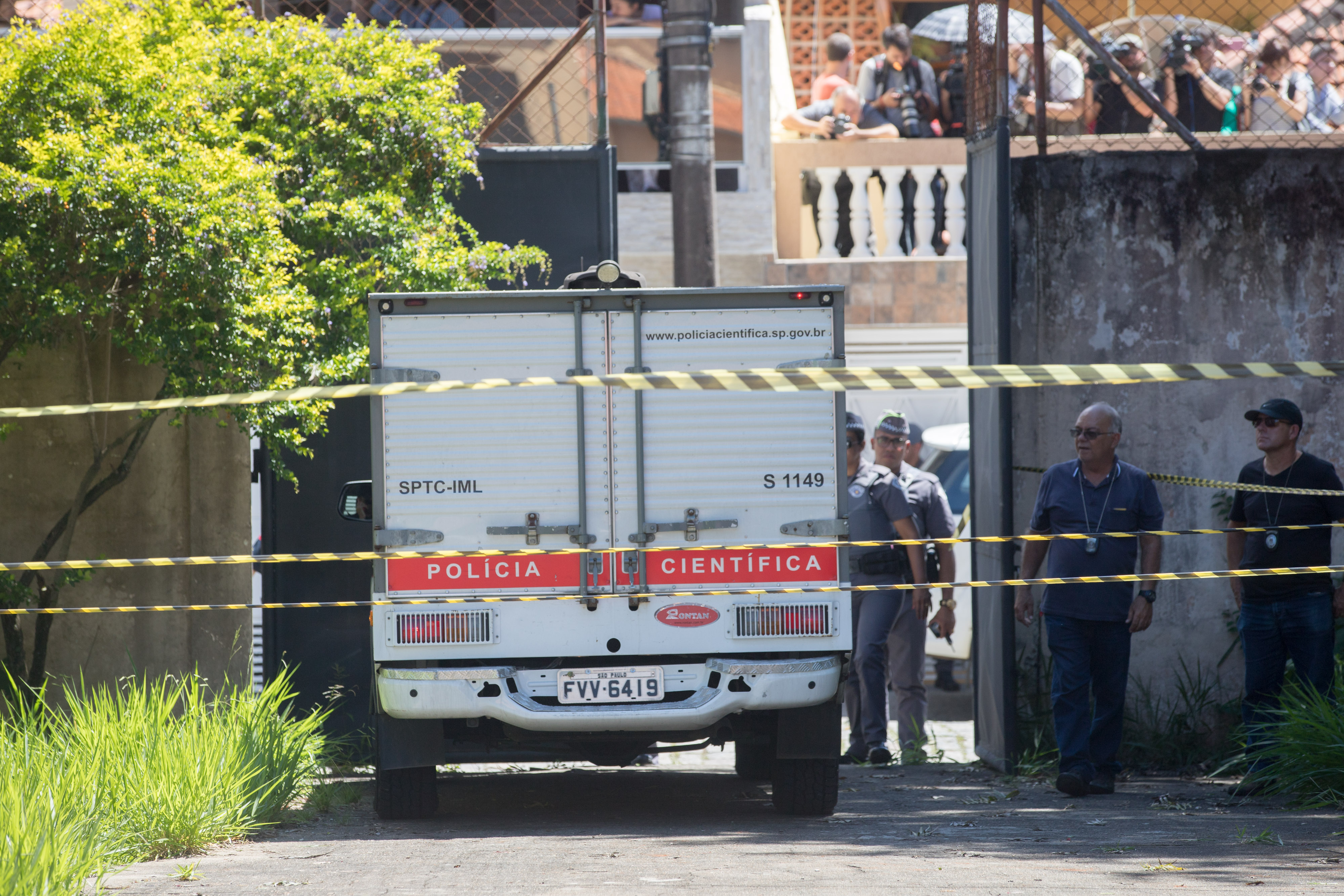
Policjanci przed szkołą
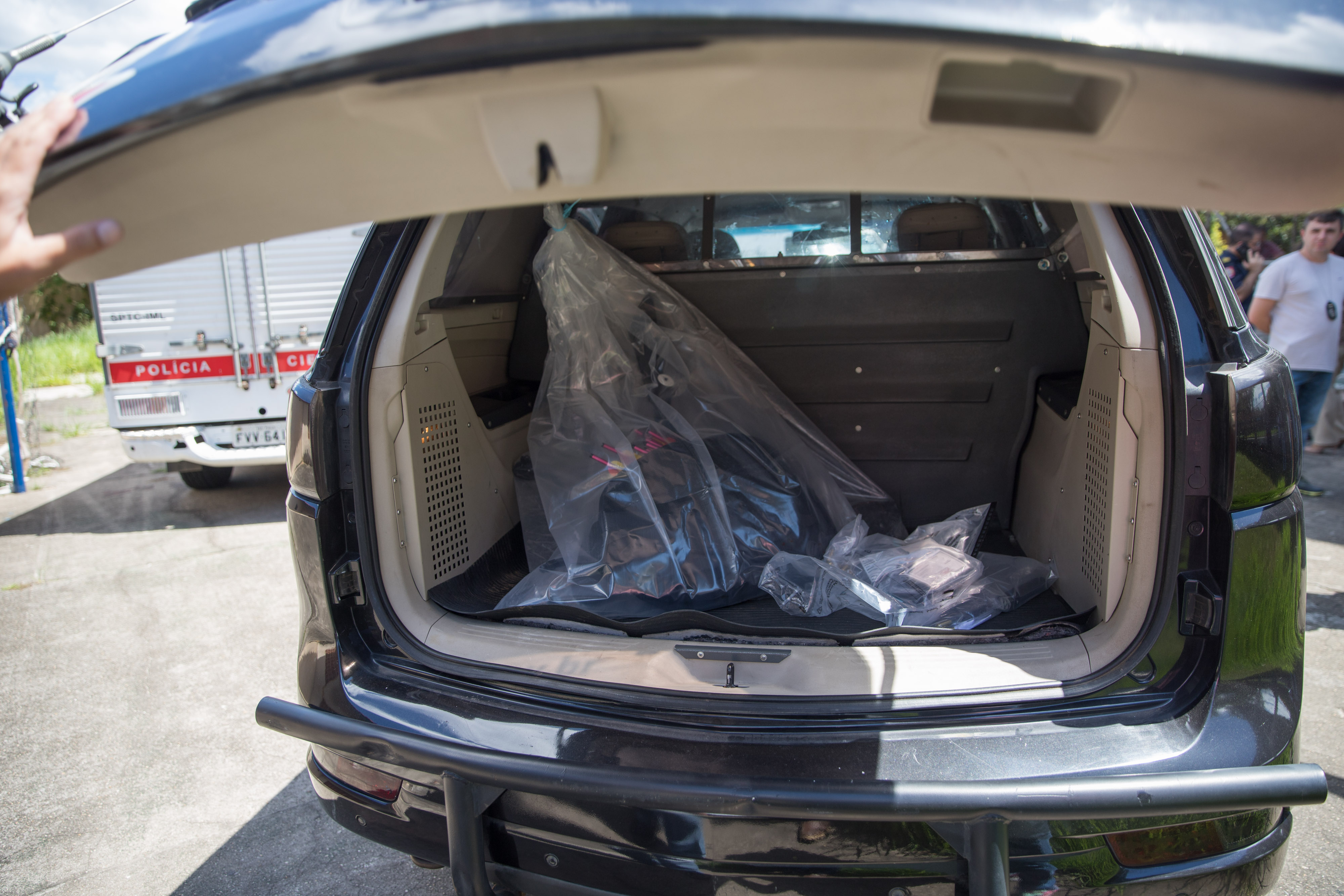
Broń użyta podczas ataku